# 畸深巨口魚
畸深巨口魚（学名：Bathophilus irregularis）为輻鰭魚綱巨口鱼目巨口鱼科的其中一種。分布于全球三大洋海域，為深海魚類，棲息深度可達650公尺，體長可達12.5公分。

## 扩展阅读
維基物種上的相關：畸深巨口魚